# Бергер, Туре
Ту́ре Бе́ргер (норв. Tore Berger; 11 ноября 1944, Аскер) — норвежский гребец-байдарочник, выступал за сборную Норвегии в конце 1960-х — начале 1970-х годов. Чемпион летних Олимпийских игр в Мехико, бронзовый призёр Олимпиады в Мюнхене, чемпион мира, победитель многих регат национального и международного значения.

## Биография
Туре Бергер родился 11 ноября 1944 года в коммуне Аскер губернии Акерсхус. Активно заниматься греблей начал с раннего детства, проходил подготовку в Беруме, состоял в местном одноимённом каноэ-клубе «Берум».
Первого серьёзного успеха на взрослом международном уровне добился в 1968 году, когда попал в основной состав норвежской национальной сборной и благодаря череде удачных выступлений удостоился права защищать честь страны на летних Олимпийских играх 1968 года в Мехико — в составе четырёхместного экипажа, куда также вошли гребцы Стейнар Амундсен, Эгиль Сёбю и Ян Йохансен, обогнал на дистанции 1000 метров всех своих соперников и завоевал тем самым золотую олимпийскую медаль.
В 1970 году Бергер побывал на чемпионате мира в Копенгагене, откуда привёз медаль золотого достоинства, выигранную в байдарках-четвёрках на десяти километрах. Будучи одним из лидеров гребной команды Норвегии, благополучно прошёл квалификацию на Олимпийские игры 1972 года в Мюнхене — в четвёрках с теми же партнёрами получил на сей раз бронзу — в решающем заезде его обошли экипажи из СССР и Румынии. Вскоре по окончании этих соревнований принял решение завершить карьеру профессионального спортсмена, уступив место в сборной молодым норвежским гребцам.